# Sant'Agata Feltria
Sant'Agata Feltria es un municipio situado en el territorio de la provincia de Rímini, en Emilia-Romaña (Italia).

## Demografía

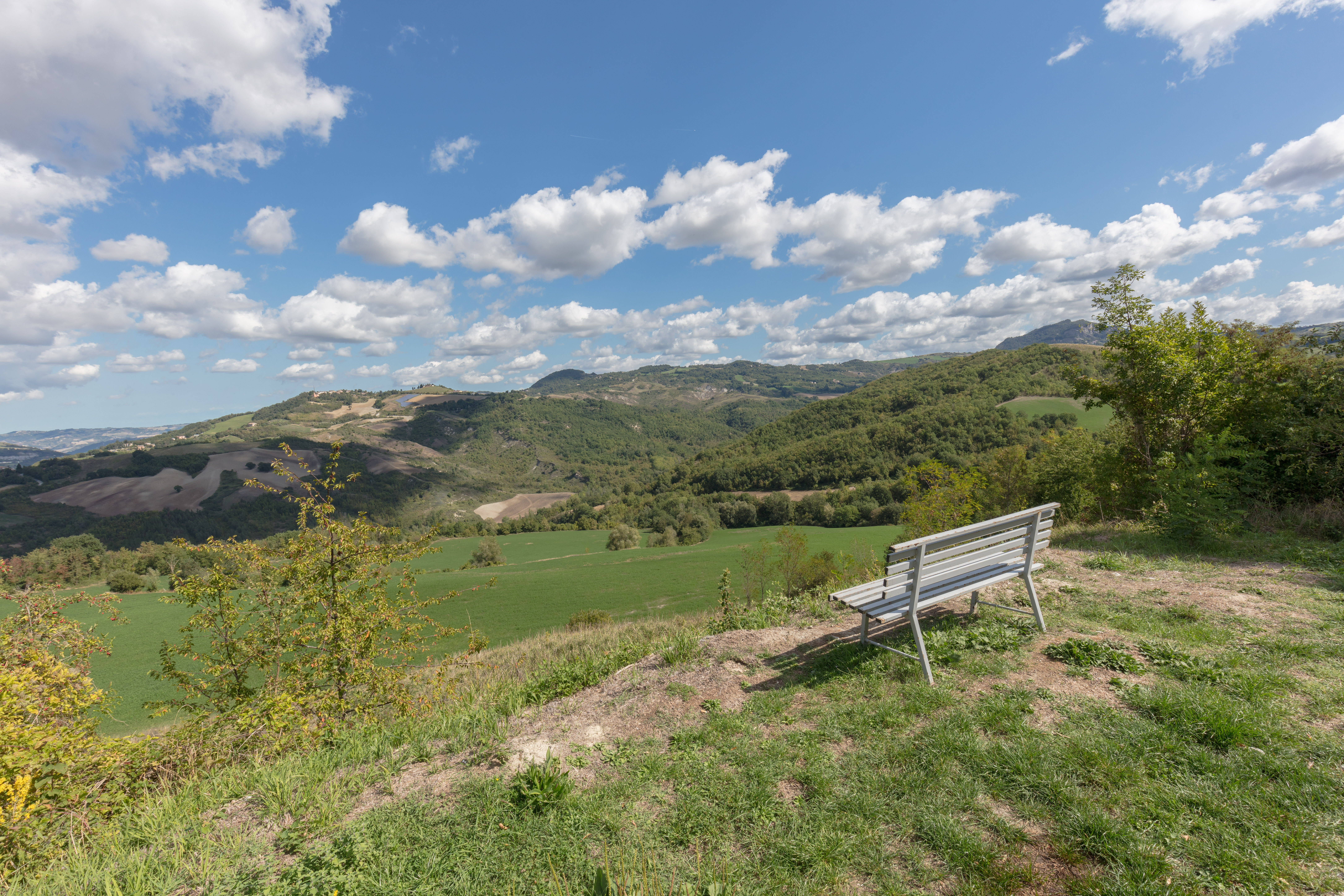
Banco cerca de la entrada a Sant'Agata Feltria para disfrutar del paisaje.

| Gráfica de evolución demográfica de Sant'Agata Feltria entre 1861 y 2001 |
|                                                                          |
| Fuente ISTAT - elaboración gráfica de Wikipedia                          |